# Alessandro Borghese - Celebrity Chef (seconda edizione)
La seconda edizione di Celebrity Chef è andata in onda dal 20 marzo 2023 al 14 novembre su TV8 dal lunedì al venerdì nella fascia preserale (prima e terza parte) e il venerdì in prima serata (seconda parte) per un totale di 60 puntate.
La prima parte è andata in onda dal 20 marzo al 20 aprile 2023 su TV8 dal lunedì al venerdì nella fascia preserale per un totale di 23 puntate.
La seconda parte è andata in onda dal 12 maggio 2023 al 2 giugno 2023 in onda su TV8 esclusivamente di venerdì in prima serata, per un totale di 5 puntate, e con la presenza di Costantino della Gherardesca, in qualità di giudice speciale.
La terza parte è andata in onda dal 2 ottobre al 14 novembre 2023 su TV8 dal lunedì al venerdì nella fascia preserale, per un totale di 32 puntate.

## Puntate e ascolti

### Prima parte
| Puntata | Messa in onda  | Sfidanti              | Sfidanti             | Ascolti TV     | Ascolti TV |
| Puntata | Messa in onda  | Sfidanti              | Sfidanti             | Telespettatori | Share      |
| ------- | -------------- | --------------------- | -------------------- | -------------- | ---------- |
| 1       | 20 marzo 2023  | Alba Parietti         | Francesco Oppini     | 424 000        | 2,3%       |
| 2       | 21 marzo 2023  | Luigi "Gigi" Esposito | Rosario "Ross" Morra | 327 000        | 1,8%       |
| 3       | 22 marzo 2023  | Andrea Zenga          | Rosalinda Cannavò    | 355 000        | 2,1%       |
| 4       | 22 marzo 2023  | Roberta Capua         | Cristina Chiabotto   | 464 000        | 2,2%       |
| 5       | 23 marzo 2023  | Bugo                  | Cristian Dondi       | 298 000        | 1,7%       |
| 6       | 24 marzo 2023  | Andrea Pisani         | Luca Peracino        | 399 000        | 2,3%       |
| 7       | 27 marzo 2023  | Paola Barale          | Mauro Situra         | 381 000        | 2,1%       |
| 8       | 28 marzo 2023  | Maria Teresa Ruta     | Guenda Goria         | 284 000        | 1,7%       |
| 9       | 29 marzo 2023  | Flora Canto           | Elena Santarelli     | 289 000        | 1,8%       |
| 10      | 30 marzo 2023  | Alessandro Greco      | Elecktra Bionic      | 287 000        | 1,7%       |
| 11      | 3 aprile 2023  | Angelo Pisani         | Alvin                | 312 000        | 1,8%       |
| 12      | 4 aprile 2023  | Emanuela Folliero     | Patrizia Rossetti    | 308 000        | 1,9%       |
| 13      | 5 aprile 2023  | Lory Del Santo        | Alessandro Betti     | 260 000        | 1,7%       |
| 14      | 6 aprile 2023  | Stefania Orlando      | Anna Pettinelli      | 299 000        | 1,9%       |
| 15      | 7 aprile 2023  | Gabriele Cirilli      | Paola Di Benedetto   | 344 000        | 2,2%       |
| 16      | 11 aprile 2023 | Chiara Galiazzo       | Mietta               | 321 000        | 1,9%       |
| 17      | 12 aprile 2023 | Alessio Stigliano     | Alessandro Tenace    | 281 000        | 1,7%       |
| 18      | 13 aprile 2023 | Valentina Vezzali     | Ciccio Graziani      | 346 000        | 2,0%       |
| 19      | 14 aprile 2023 | Tosca D'Aquino        | Claudia Potenza      | 269 000        | 1,6%       |
| 20      | 17 aprile 2023 | Luca Ravenna          | Edoardo Ferrario     | 318 000        | 1,9%       |
| 21      | 18 aprile 2023 | Giuseppe Giacobazzi   | Paolo Cevoli         | 367 000        | 2,2%       |
| 22      | 19 aprile 2023 | Marisa Passera        | Giovanni Muciaccia   | 336 000        | 2,1%       |
| 23      | 20 aprile 2023 | Eleonora Pedron       | Fabio Troiano        | 341 000        | 2,1%       |

### Seconda parte
| Puntata | Messa in onda  | Sfidanti             | Sfidanti            | Ascolti TV     | Ascolti TV |
| Puntata | Messa in onda  | Sfidanti             | Sfidanti            | Telespettatori | Share      |
| ------- | -------------- | -------------------- | ------------------- | -------------- | ---------- |
| 24      | 12 maggio 2023 | Lucia Ocone          | Rocco Siffredi      | 376 000        | 2,0%       |
| 25      | 12 maggio 2023 | Giulia Bevilacqua    | Francesco Mandelli  | 274 000        | 2,0%       |
| 26      | 19 maggio 2023 | Selvaggia Lucarelli  | Lorenzo Biagiarelli | 322 000        | 1,9%       |
| 27      | 26 maggio 2023 | Elisabetta Gregoraci | Sergio Friscia      | 322 000        | 2,0%       |
| 28      | 2 giugno 2023  | Pierpaolo Pretelli   | Giulia Salemi       | 356 000        | 2,4%       |

### Terza parte
| Puntata | Messa in onda    | Sfidanti                 | Sfidanti                  | Ascolti TV     | Ascolti TV |
| Puntata | Messa in onda    | Sfidanti                 | Sfidanti                  | Telespettatori | Share      |
| ------- | ---------------- | ------------------------ | ------------------------- | -------------- | ---------- |
| 29      | 2 ottobre 2023   | Asia Argento             | Vera Gemma                | 417 000        | 2,7%       |
| 30      | 3 ottobre 2023   | Laura Freddi             | Enzo Iacchetti            | 318 000        | 2,0%       |
| 31      | 4 ottobre 2023   | Dino Abbrescia           | Susy Laude                | 346 000        | 2,2%       |
| 32      | 5 ottobre 2023   | Alvise Rigo              | Barù                      | 361 000        | 2,2%       |
| 33      | 6 ottobre 2023   | Elena Di Cioccio         | Paolo Ruffini             | 262 000        | 1,7%       |
| 34      | 9 ottobre 2023   | Totò Schillaci           | Barbara Lombardo          | 336 000        | 2,0%       |
| 35      | 10 ottobre 2023  | Massimo Ceccherini       | Fiordaliso                | 369 000        | 2,3%       |
| 36      | 11 ottobre 2023  | Francesca Manzini        | Claudio Guerrini          | 330 000        | 2,0%       |
| 37      | 12 ottobre 2023  | Dario Vergassola         | Marina La Rosa            | 374 000        | 2,2%       |
| 38      | 13 ottobre 2023  | Maria Rosa Petolicchio   | Andrea Di Piero           | 319 000        | 2,0%       |
| 39      | 16 ottobre 2023  | Patrizio Rispo           | Marzio Honorato           | 451 000        | 2,6%       |
| 40      | 17 ottobre 2023  | Valentina Persia         | Valentina Barbieri        | 394 000        | 2,4%       |
| 41      | 18 ottobre 2023  | Marco Mazzoli            | Paolo Noise               | 515 000        | 3,1%       |
| 42      | 19 ottobre 2023  | Cristina Scuccia         | Rosa Chemical             | 351 000        | 2,1%       |
| 43      | 20 ottobre 2023  | Jake La Furia            | Ivana Mrázová             | 381 000        | 2,4%       |
| 44      | 23 ottobre 2023  | Antonio Ornano           | Brenda Lodigiani          | 425 000        | 2,5%       |
| 45      | 24 ottobre 2023  | Anna Mazzamauro          | Dario Cassini             | 521 000        | 3,0%       |
| 46      | 25 ottobre 2023  | Cecilia Rodriguez        | Ignazio Moser             | 368 000        | 2,2%       |
| 47      | 26 ottobre 2023  | Gianluca Fubelli         | Federico Fashion Style    | 453 000        | 2,6%       |
| 48      | 27 ottobre 2023  | Tina Cipollari           | Simone Di Matteo          | –              | –          |
| 49      | 30 ottobre 2023  | Enrique Balboltin        | Andrea Ceccon             | 369 000        | 2,1%       |
| 50      | 31 ottobre 2023  | Massimo Boldi            | Manuela Boldi             | 484 000        | 2,9%       |
| 51      | 1º novembre 2023 | Alessandra Drusian       | Fabio Ricci               | 476 000        | 2,6%       |
| 52      | 2 novembre 2023  | Samantha De Grenet       | Elenoire Casalegno        | 488 000        | 2,7%       |
| 53      | 3 novembre 2023  | Giulia De Lellis         | Aldo Montano              | 462 000        | 2,6%       |
| 54      | 6 novembre 2023  | Debora Villa             | Ippolita Baldini          | 446 000        | 2,5%       |
| 55      | 7 novembre 2023  | Carmen Russo             | Enzo Paolo Turchi         | 440 000        | 2,5%       |
| 56      | 8 novembre 2023  | Cecilia "Syria" Cipressi | Alessia "Alexia" Aquilani | 407 000        | 2,3%       |
| 57      | 9 novembre 2023  | Federica Nargi           | Alessandro Matri          | 429 000        | 2,4%       |
| 58      | 10 novembre 2023 | Vladimir Luxuria         | Luca Bianchini            | 412 000        | 2,5%       |
| 59      | 13 novembre 2023 | Fausto Zanardelli        | Francesca Mesiano         | 400 000        | 2,3%       |
| 60      | 14 novembre 2023 | Marcello Cesena          | Simona Garbarino          | 408 000        | 2,3%       |

La puntata andata in onda il 9 ottobre, escludendo eventuali repliche, risulta essere l'ultima apparizione televisiva di Totò Schillaci prima della sua morte.